# Trapeze (zeilen)

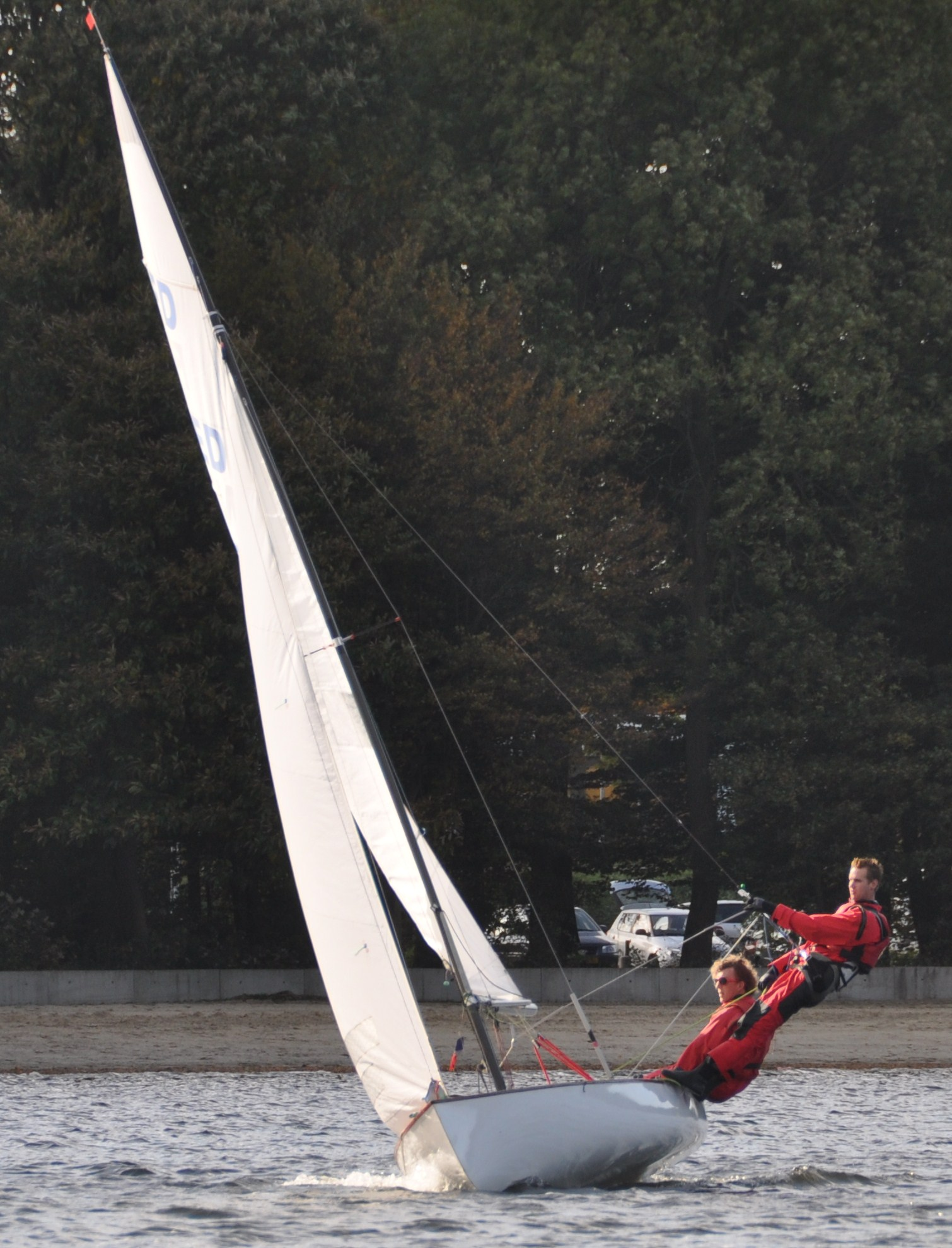
Een zeilboot met een bemanningslid in de trapeze

Een trapeze is een hulpmiddel bij zeilen dat voornamelijk gebruikt wordt op kleinere zeilboten.
De trapeze is een lijn bevestigd aan een hoog punt in de mast van de boot, met aan het andere eind een metalen "lus". De lijn wordt hiermee aan het trapezevest gehaakt dat door de bemanning gedragen wordt. Het bemanningslid kan nu aan de trapeze buitenboord hangen, aan de loefzijde, met de voeten op de romp. Door in de trapeze te staan, ontstaat er een groter oprichtend moment en wordt de kracht van de wind gebruikt om de boot meer snelheid te geven in plaats van zijwaartse helling.
De trapeze is in hoogte instelbaar met behulp van een handvat aan een vertraagde lijn. De trapeze kan van verschillende materialen gemaakt worden. Meestvoorkomend is een dunne staaldraad. Tegenwoordig wordt ook dyneema gebruikt.
Bij sommige boten als de 420 staat één bemanningslid in de trapeze. Er zijn ook boten waarbij zowel de bemanning als de stuurman trapeze staan, zoals de 49er en de Nacra 17.